# Streptocarpus lilliputana
Streptocarpus lilliputana är en tvåhjärtbladig växtart som beskrevs av D.U. Bellstedt och T.J. Edwards. Streptocarpus lilliputana ingår i släktet Streptocarpus och familjen Gesneriaceae. Inga underarter finns listade i Catalogue of Life.

## Bildgalleri

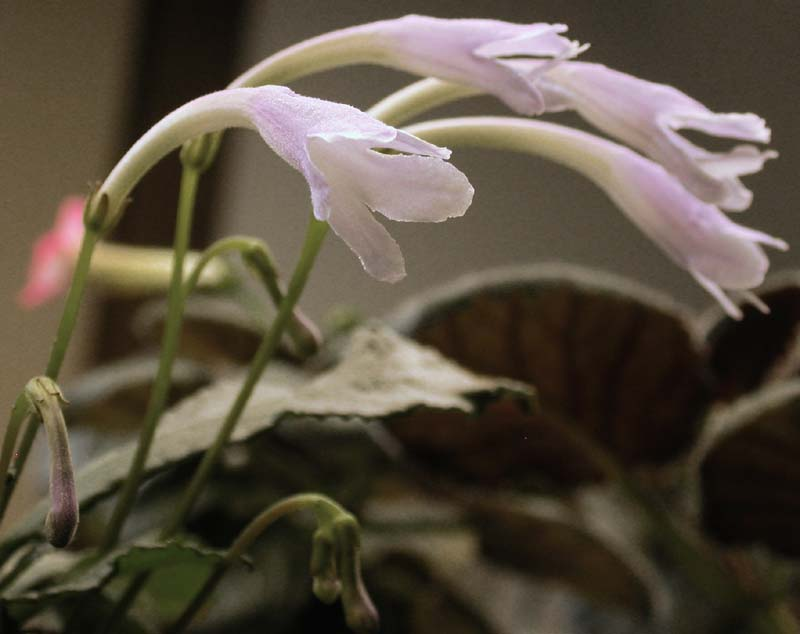
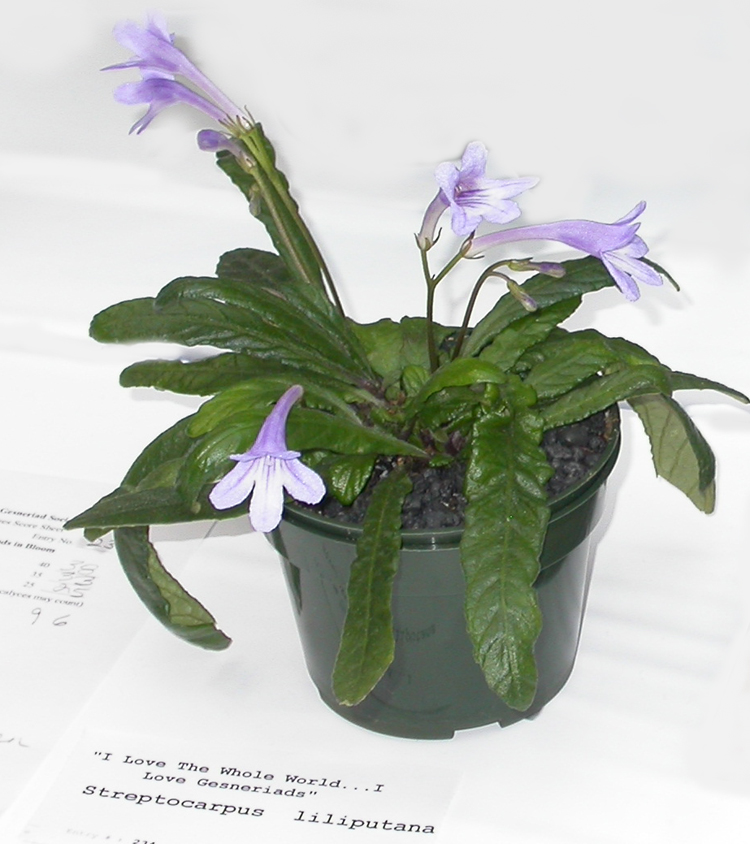